# NIF3L1
NIF3L1 (англ. NGG1 interacting factor 3 like 1) – білок, який кодується однойменним геном, розташованим у людей на короткому плечі 2-ї хромосоми.  Довжина поліпептидного ланцюга білка становить 377 амінокислот, а молекулярна маса — 41 968.
| 10         |  | 20         |  | 30         |  | 40         |  | 50         |
| ---------- |  | ---------- |  | ---------- |  | ---------- |  | ---------- |
| MLSSCVRPVP |  | TTVRFVDSLI |  | CNSSRSFMDL |  | KALLSSLNDF |  | ASLSFAESWD |
| NVGLLVEPSP |  | PHTVNTLFLT |  | NDLTEEVMEE |  | VLQKKADLIL |  | SYHPPIFRPM |
| KRITWNTWKE |  | RLVIRALENR |  | VGIYSPHTAY |  | DAAPQGVNNW |  | LAKGLGACTS |
| RPIHPSKAPN |  | YPTEGNHRVE |  | FNVNYTQDLD |  | KVMSAVKGID |  | GVSVTSFSAR |
| TGNEEQTRIN |  | LNCTQKALMQ |  | VVDFLSRNKQ |  | LYQKTEILSL |  | EKPLLLHTGM |
| GRLCTLDESV |  | SLATMIDRIK |  | RHLKLSHIRL |  | ALGVGRTLES |  | QVKVVALCAG |
| SGSSVLQGVE |  | ADLYLTGEMS |  | HHDTLDAASQ |  | GINVILCEHS |  | NTERGFLSDL |
| RDMLDSHLEN |  | KINIILSETD |  | RDPLQVV    |  |            |  |            |

A: Аланін

C: Цистеїн

D: Аспарагінова кислота

E: Глутамінова кислота

F: Фенілаланін

G: Гліцин

H: Гістидин

I: Ізолейцин

K: Лізин

L: Лейцин

M: Метіонін

N: Аспарагін

P: Пролін

Q: Глутамін

R: Аргінін

S: Серин

T: Треонін

V: Валін

W: Триптофан

Кодований геном білок за функцією належить до фосфопротеїнів. 
Задіяний у таких біологічних процесах як поліморфізм, ацетиляція, альтернативний сплайсинг. 
Локалізований у цитоплазмі, ядрі.